# 안노 모요코
안노 모요코(安野 モヨコ, 1971년 3월 26일 ~ )는 일본의 만화가이다. 그녀의 만화와 저서는 일본의 젊은 여성들로부터 지지를 얻고 있다. 여성 만화 분야에서 주로 활동하고 있지만 《슈가 슈가 룬》 같은 아동을 대상으로 한 만화도 발표하였다. 다른 작품인 《해피 매니아》가 1998년 텔레비전 드라마로 제작되었고 《위킹맨》도 2007년 텔레비전 드라마로 제작되었다. 《사쿠란》은 2006년에 영화로 제작되었다. 유명 애니메이션 감독인 안노 히데아키와 결혼하였다.